# Schizostachyum kalpongianum
Schizostachyum kalpongianum är en gräsart som beskrevs av M.Kumar och Remesh. Schizostachyum kalpongianum ingår i släktet Schizostachyum och familjen gräs. Inga underarter finns listade i Catalogue of Life.